# センウ
センウ（モンゴル語: Seng'ü,？ - 1284年）とは、大元ウルスに仕えたジャライル部出身の将軍・政治家。モンゴル帝国の創設者チンギス・カンに仕えて左翼万人隊長となったムカリ国王の子孫であり、主に南宋の平定・統治に従事したことで知られる。『元史』などの漢文史料では相威(xiāngwēi)と表記されるが、これはモンゴル語名「セングン/センウン(Senggüm/Senü'üm)」が転訛したものと見られる。

## 概要

### 生い立ち
センウはモンゴル帝国建国の功臣たる国王ムカリの4世孫に当たり、第5代国王（ムカリ家当主）スグンチャクの息子として生まれた。ムカリ家は「五投下」と呼ばれる軍団の領袖としてモンゴル帝国内でも極めて高い地位を得ていたが、第4代皇帝モンケの治世にはあまり重用されず、不遇の時代にあった。そんな中モンケが急死すると、モンケの弟クビライの側近であるバアトル（スグンチャクの弟に当たる）がクビライの即位に大きく貢献し、ムカリ国王家は再び厚遇されるようになった。

### 南宋遠征軍の指揮官として
このような流れの中で、バアトルの甥センウもクビライに抜擢され、至元11年（1274年）には父スグンチャクがかつて率いていた「五投下」の軍団とともに南宋平定に加わるよう命じられた。センウ率いる五投下軍団はアタカイ・劉整らの率いる淮西軍団と行動をともにし、長江沿いに東進し安豊・廬州などを攻略した。潤州で一度再集結した南宋遠征軍は南宋の首都臨安攻略のため全軍をモンゴル軍伝統の左翼・右翼・中央3軍体制に再編成し、センウは董文炳とともに左翼軍を率いることになった。3軍に分かれて進軍を始めたモンゴル軍に対して、江陰・華亭・澉浦・上海といった諸城は戦わずして投降し、首都臨安もほとんど戦闘が行われることなくモンゴル軍によって占領された。臨安の攻略後、センウは揚州を包囲していたアジュ軍の授護に向かって姜才率いる2万の兵を撃退する功績を挙げ、揚州の陥落後は他の諸将とともにクビライの下に凱旋した。 しかし、南宋平定が成功裏に終わろうとしていたその最中、北方モンゴリアでは「シリギの乱」という大事件が勃発し、センウも含む南宋遠征軍の主だった諸将は反乱鎮圧のため北方・西方に派遣されることになった。センウはこの時「征西都元帥」に任じられ、総帥汪惟正率いるオングト軍とともに「シリギの乱」に呼応して東進するカイドゥ軍との戦いに派遣されたが、この間の動向についてはあまり記録が残っていない。

### 御史大夫時代
至元14年（1277年）に入ると、「シリギの乱」に派遣された南宋遠征軍の指揮官の中でセンウのみが江南に呼び戻され、新設された江南行御史台（江南行台）の長官（御史大夫）に任じられた。この時、センウを御史大夫に任じたクビライのジャルリク（聖旨）が『南台備要』に所収されており、そこには以下のように記されている。
御史台は本来官署の監察機関に過ぎないが、この時の「江南行台」は江南全体の統括や反乱の鎮圧といった軍事行動といった役目も担っていた。 そのため、南宋遠征軍中で最も出自が良く、五投下という強力な軍団を有するセンウのみが特に呼び戻され、御史大夫に任じられたのだと考えられている。
至元16年（1279年）に一時クビライの下を訪れた際には、弾劾を受けていた尚書省のアフマドの審問を命じられている。翌至元17年（1280年）には南宋遠征軍の最高指揮官の一人、エリク・カヤが南宋平定寺に得た投降民3万名を不当に私奴隷としていた事実を追求し、彼らを民にもどすよう命じた。エリク・カヤが南末平定時に得た不正な財産の追求は至元19年（1282年）にも行われ、エリク・カヤの死後その息子の世代にも続けられた。至元18年（1281年）には日本遠征失敗（弘安の役）の報告がクビライの下にもたらされ、激怒したクビライは再度の日本遠征をアタカイに命じた。 周囲の者はクビライの怒りを恐れてこれに反対しなかったが、センウのみは「いずれ日本は伐たなければならないにしろ、今はそれを急ぐべきではありません。十分に準備を整えた上、一挙に征伐を行うべきです」 とクビライの短慮を諫め、日本遠征を延期させたという。
至元20年（1283年）には病のため中央に戻り、そこでモンゴル語に訳した『資治通鑑』をクビライに進呈した。これを受けてクビライはセンウを新たに江淮行省左丞相に任じたが、翌至元21年（1284年）4月に44歳にして亡くなった。これを聞いたクビライはセンウの死を深く惜しんだという。ジャライル部センウ家はウリヤンハン部アジュ家とともに代々江南統治首脳を輩出する家系として大元ウルスを通じて繁栄した。

## ジャライル部スグンチャク系国王ムカリ家
- グウン・ゴア（Gü’ün U’a ＞孔温窟哇/kǒngwēn kūwa）
  - 左翼万人隊長・国王ムカリ（Muqali guy-ong ＞木華黎国王/mùhuálí guówáng,موقلىكويانك/mūqalī kūyānk）
    - 左翼万人隊長・国王ボオル（Bo’ol ＞孛魯bólŭ,بوغول/būghūl）
      - 国王スグンチャク（Süγunčaq ＞速渾察/sùhúnchá）
        - 国王クルムシ（Qurmši ＞忽林池/hūlínchí）
        - ナヤン（Nayan ＞乃燕/nǎiyàn）
          - 同知通政院事シディ（Šidi ＞碩徳/shídé）
            - ベルケ・テムル（Berge temür ＞別理哥帖木爾/biélǐgē tièmùěr）
              - 中書平章政事ドルジバル（Dorǰibal ＞朶爾直班/duǒěrzhíbān）
                - テグス・テムル（Tegüs temür ＞鉄固思帖木而/tiěgùsī tièmùér）
                - ドルゲン・テムル（Dürgen temür ＞篤堅帖木而/dǔjiān tièmùér）

          - バヤンチャル（Bayančar ＞伯顔察児/bǎiyáncháér）

        - 江淮行省左丞相センウ（Seng'ü ＞相威/xiāngwēi）
          - 南行台御史大夫アラーウッディーン（Šidi ＞阿老瓦丁/ālǎowǎdīng）
            - 集賢大学士トゴン（Toγon ＞脱歓/tuōhuān）

        - サルバン（Sarban ＞撒蛮/sāmán）
          - 江浙行省平章トクト（Toqto ＞脱脱/tuōtuō）
            - 中書右丞相ドルジ（Dorǰi ＞朶児只/duǒérzhǐ）
              - 翰林学士ドスマン・テムル（Dosman temür ＞朶蛮帖木児/duǒmán tièmùér）
              - 国王エムケシリ（Emmgeširi ＞俺木哥失里/ǎnmùgēshīlǐ）